# Гоєшть (Ясси)
Гоєшть, Гоєшті (рум. Goești) — село у повіті Ясси в Румунії. Входить до складу комуни Лунгань.
Село розташоване на відстані 312 км на північ від Бухареста, 34 км на захід від Ясс.

## Населення
За даними перепису населення 2002 року у селі проживали 1062 особи, усі — румуни. Усі жителі села рідною мовою назвали румунську.